# Zdzisław Kamiński (dziennikarz)

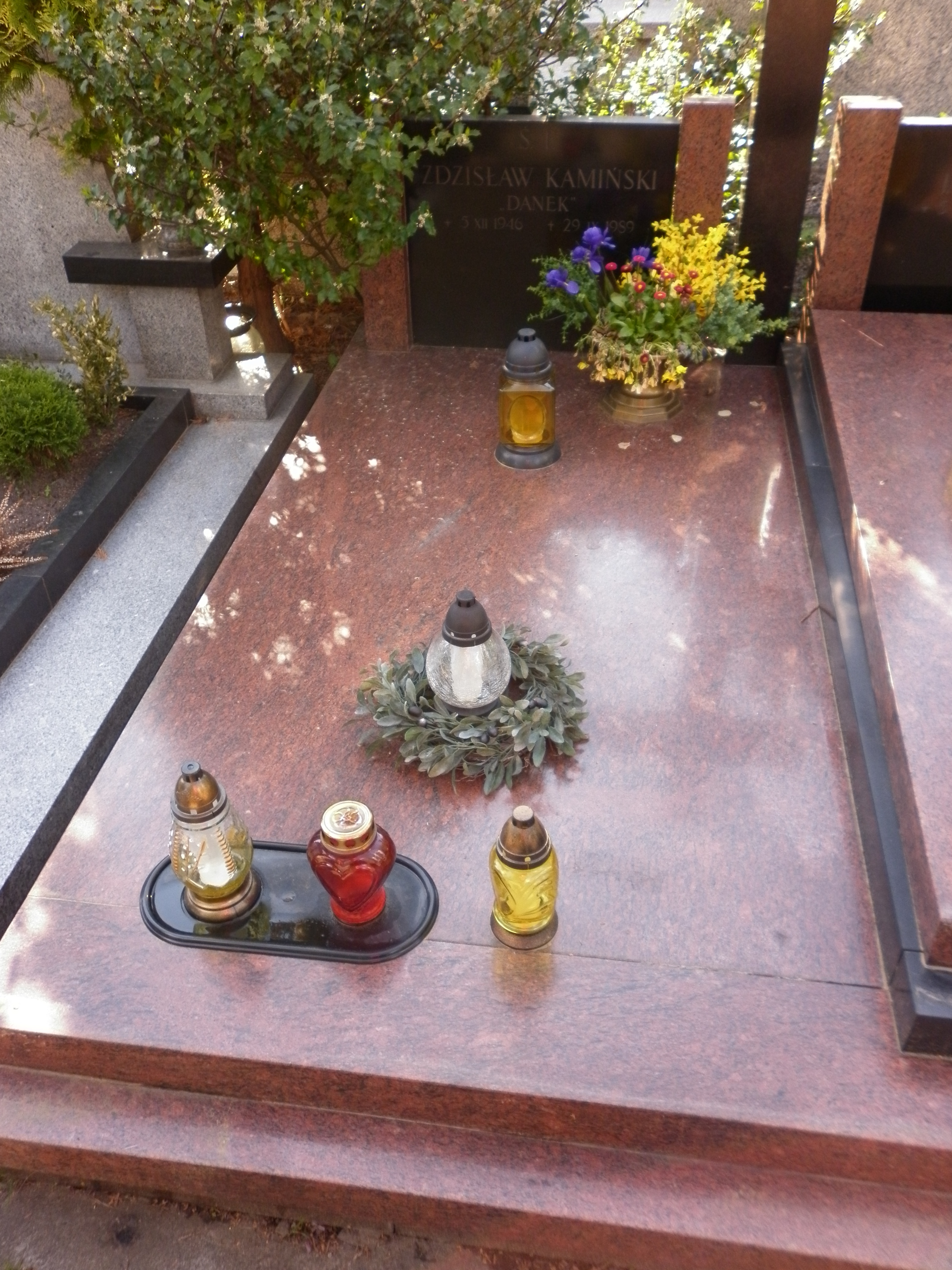
Grób Zdzisława Kamińskiego na cmentarzu w Pyrach

Zdzisław „Danek” Kamiński (ur. 5 grudnia 1946 w Gliwicach, zm. 29 września 1989 w Raciborzu) – polski dziennikarz, popularyzator nauki, współprowadzący program Sonda.

## Życiorys
Ukończył studia na Wydziale Handlu Zagranicznego SGPiS w Warszawie (1969).
Do Telewizji (wówczas jeszcze Radiokomitetu) przyszedł w 1974, podejmując pracę w redakcji historycznej. Wcześniej pracował jako kierownik produkcji w Wojskowej Wytwórni Filmowej „Czołówka”.
Od października 1977 roku, wspólnie z Andrzejem Kurkiem był współgospodarzem wg pomysłu Zofii Żukowskiej i autorem obok Kurka i Marka Siudyma, niezwykle popularnego (w szczycie 30% widowni, 6 mln widzów) programu popularnonaukowego Sonda, nadawanego w latach 1977–1989.
Zginął razem z Kurkiem w wypadku samochodowym koło Raciborza 29 września 1989 około godz. 10.00. Samochodem kierował były kierowca rajdowy Andrzej Gieysztor, który również poniósł śmierć. Uroczystości pogrzebowe obu autorów Sondy odbyły się 6 października 1989 w warszawskim kościele św. Piotra i Pawła. Dziennikarze zostali pochowani obok siebie na cmentarzu w Pyrach, kwatera E.

## Odznaczenia
- Krzyż Kawalerski Orderu Odrodzenia Polski (pośmiertnie).